# Al-Fīl

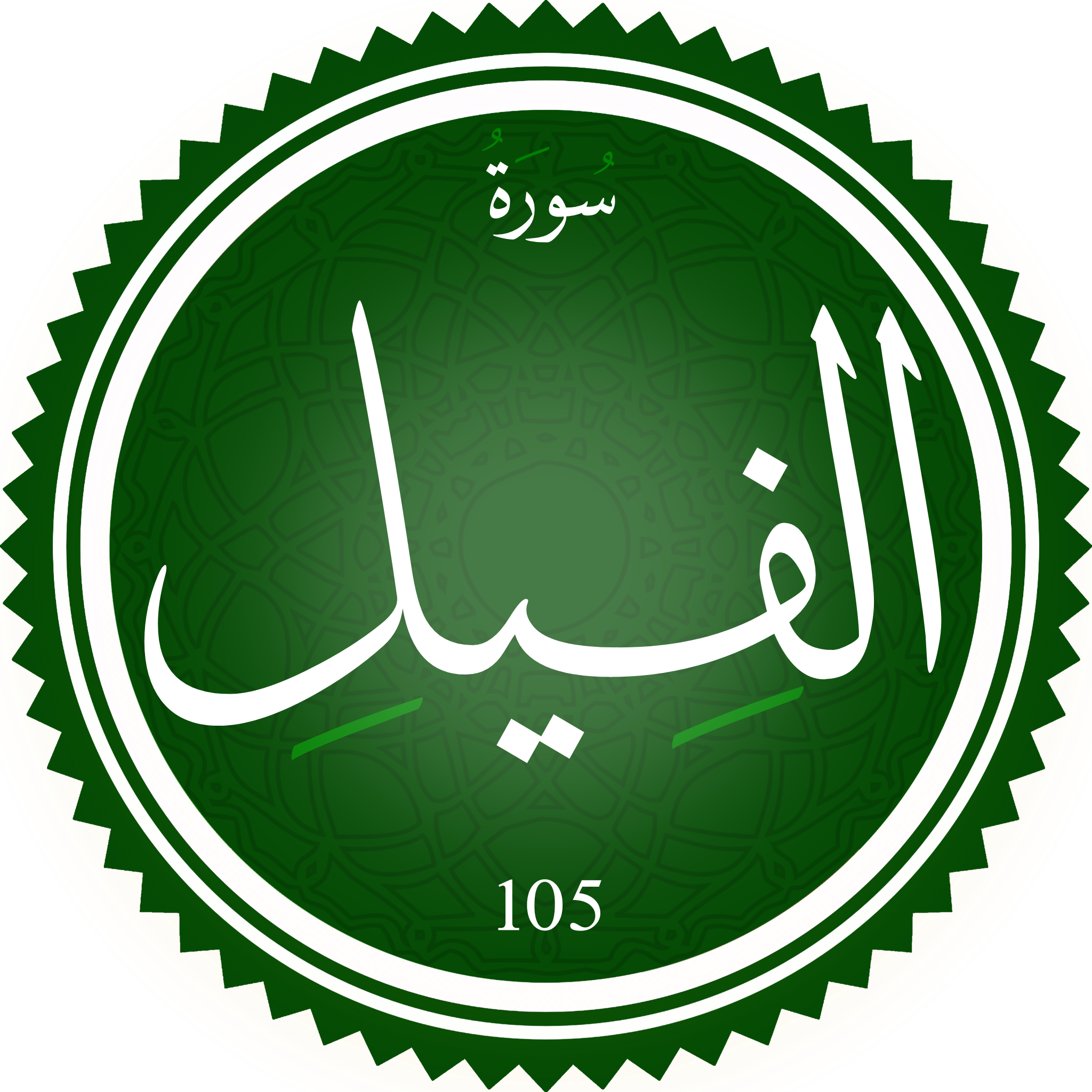
Sura al-Fil.

Al-Fīl (arabiska: سورة الفيل , "Elefanten") är den etthundrafemte suran (kapitlet) i Koranen med 5 ayat (verser). Den skall ha uppenbarat sig för profeten Muhammed under hans tid i Mekka.
Nedan följer surans verser i översättning från arabiska till svenska av Mohammed Knut Bernström. Översättningen har erhållit officiellt godkännande från det anrika al-Azhar-universitetets islamiska forskningsinstitution.

## Elefanten
I Guds, den Nåderikes, den Barmhärtiges namn!
1. HAR DU inte sett hur din Herre gick till väga mot Elefantens armé?
2. Han gjorde deras krigslist om intet,
3. när Han sände mot dem svärm efter svärm av fåglar
4. som lät [ett regn av] stenar hagla över dem – Hans förutbestämda straff! –
5. Och [där] lät Han dem [ligga utströdda] som de torra stråna på ett avmejat sädesfält.